# Hardieopteridae
Famille
Genres de rang inférieur
- † Hallipterus Kjellesvig-Waering, 1963
- † Hardieopterus Waterson, 1979
- † Tarsopterella Størmer, 1951

Les Hardieopteridae sont une famille fossile d'Euryptérides et d'Arthropodes Chélicérates communément appelés "scorpions de mer". 

## Présentation
La famille est l'une des deux familles contenues dans la super-famille des Kokomopteroidea (avec les Kokomopteridae), qui à son tour est l'une des quatre super-familles classées dans le sous-ordre des Stylonurina. Des Hardieoptérides ont été découverts dans des dépôts du Silurien inférieur au Dévonien supérieur aux États-Unis et au Royaume-Uni,.
Les Hardieoptérides sont des Kokomoptéroïdes dotés des plèvres latérales sur le métastome et le prételson, de grandes écailles en forme de lune sur le bord postérieur de la carapace et d'un telson clavé. L'opisthosome a connu une différenciation de deuxième et de quatrième ordre en un mésosome et un métasome. Les appendices II-IV ne sont pas connus. L'appendice V est spinifère et l'appendice VI non spinifère, comme chez le genre Hardieopterus.
Les Hardieopteridae présentent certaines adaptations à une alimentation par balayage, comme un élargissement du métastome et la présence d'épines sur les appendices prosomaux antérieurs. Ils pourraient avoir été des animaux benthiques vivant partiellement enfouis dans le substrat des fonds marins.

## Genres
Famille Hardieopteridae Tollerton, 1989
- Hallipterus Kjellesvig-Waering, 1963
- Hardieopterus Waterston, 1979
- Tarsopterella Stormer, 1951